# Săucești
Săucești est une commune roumaine située dans le județ de Bacău.